# Ricardo Preve
Ricardo Preve (Buenos Aires, 24 ottobre 1957) è un regista, fotografo e attivista argentino.
Cominciò la sua carriera nel primo decennio del XXI secolo come produttore associato di alcuni documentari. Da allora ha lavorato come regista, produttore o sceneggiatore di circa una trentina di produzioni per cinema e televisione, fra le quali si distinguono Le Ossa di Catherine (2015), Tornando a casa (2019), Dal Sudan all'Argentina (2022) e Sometime, Somewhere (2023), oggetti di premi e riconoscimenti in festival a livello internazionale.

## Biografia
Preve nacque a Buenos Aires, nel 1957. Dopo il liceo in Argentina, e studi in Italia e gli Stati Uniti, ottenne i titoli di ingegnere agronomo e un master in ingegneria forestale alla Virginia Tech.
Nel 1976 realizzò un viaggio dall'Argentina al Sudafrica come marinaio su una barca a vela. Durante il viaggio, il giovane equipaggio argentino e l'armatore del yacht, che parlava solo inglese, rimasero senza viveri vicino alla costa dell'Africa. Sopravvissero mangiando grasso animale e pillole di vitamine, sino a che furono rimorchiati in porto. L'esperienza dei giovani argentini fu raccontata in articoli nelle riviste di sport nautici del loro paese.
Dopo aver lavorato per vent’anni come amministratore di ditte agricole e forestali, Preve incominciò la sua carriera nel mondo del cinema nel anno 2001, vincolandosi come produttore associato nel lungometraggio Addio, Cara Luna esordito nelle sale nel 2005 e con la regia di Fernando Spiner.
Preve è il proprietario di Ricardo Preve Films LLC e Esto del Cine SRL, ditte di produzione audiovisiva e membro del consiglio di amministrazione di Riso Gallo S.p.A., ditta di riso fondata dalla sua famiglia nel 1856 a Genova.

### Anni 2000
Nel 2003, Preve lavorò come co-produttore del documentario musicale Tango, un giro strano, sulla nuova generazione di artisti del tango in Argentina. Il documentario ebbe la regia di Mercedes García Guevara ed esordì nel paese sudamericano nel 2005. Quello stesso anno organizzò il Festival di Cinema Argentino a Charlottesville, Virginia insieme alla Fondazione per le Umanità della Università della Virginia. L'evento ebbe luogo nel mese di aprile. Un anno dopo, Preve ricevette crediti di produzione nel documentario Mondovino. Il film, girato con una telecamera digitale manuale in Italia, Francia, Stati Uniti e Argentina, fu parte della Selezione Ufficiale del Festival di Cannes del 2004.

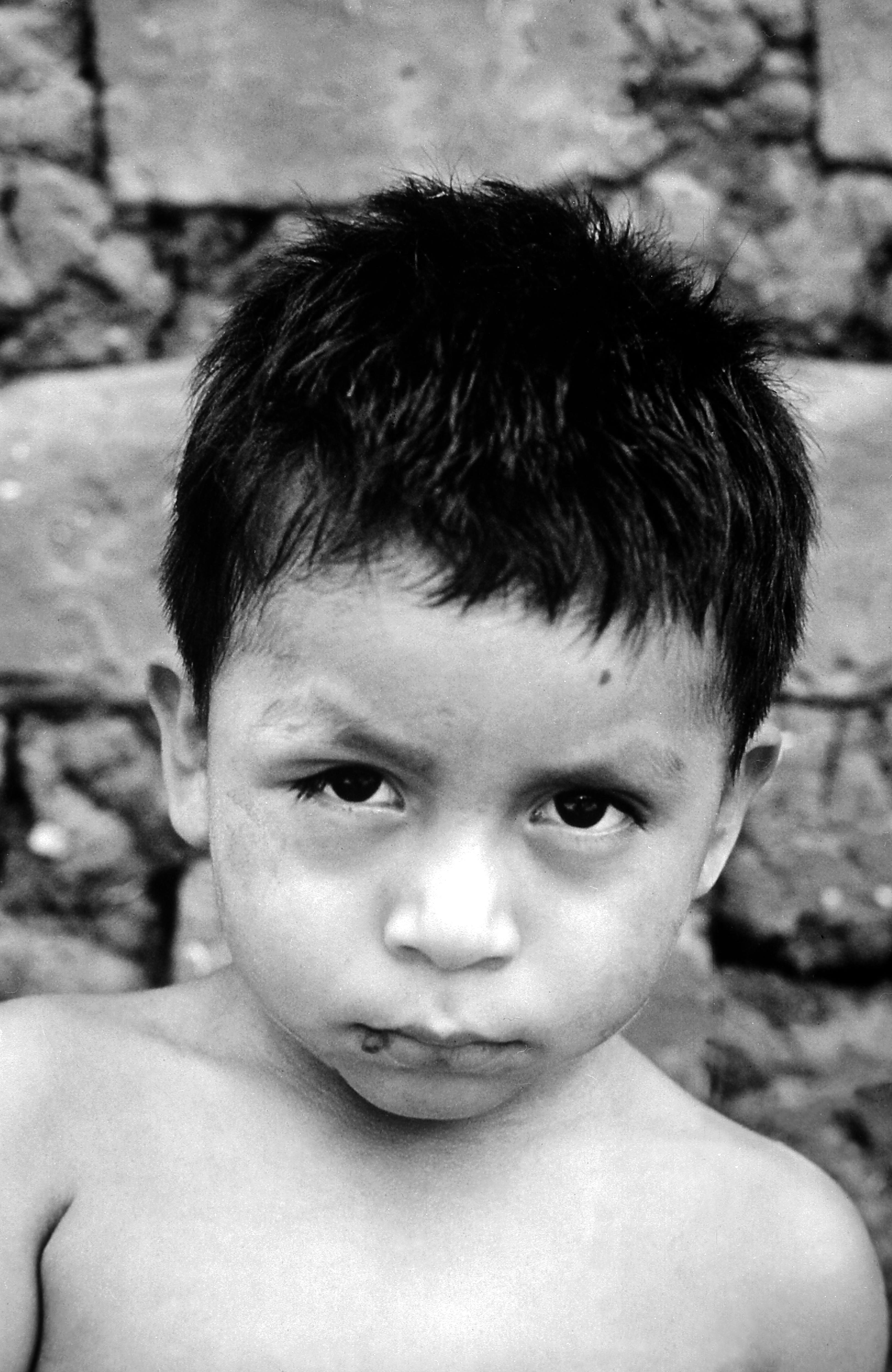
Nel 2005, Preve fu regista del documentario Chagas: Un Male Nascosto, che si occupa della malattia di Chagas. Nella foto, un bambino che patisce la malattia.

Il suo esordio come regista avvenne nel 2005 con Chagas: Un Male Nascosto, documentario che si occupa della malattia di Chagas e della globalizzazione della salute. Il film ebbe il sostegno dell'organizzazione umanitaria Medici Senza Frontiere, fu girato in regioni argentine come Santiago del Estero, Salta e Jujuy, e presentò testimonianze di medici specialisti, ricercatori e persone afflitte dalla malattia. Durante il 2006 Preve scrisse, fece la regia, e produsse il cortometraggio documentario Esperanza Means Hope e fu produttore esecutivo del documentario sul tumore al seno Summer Running: The Race to Cure Breast Cancer, con la regia del statunitense Scott Mactavish e la partecipazione dell'attrice Sissy Spacek.
Preve scrisse e fece la regia di due cortometraggi di finzione: La Noche Antes, nel 2006 e La Notte Prima nel 2007. I cortometraggi, che raccontano l'ultima notte nella vita di Martín Miguel de Güemes (militare e politico che fu un personaggio importante nella Guerra d'indipendenza argentina) e di Anita Garibaldi rispettivamente, raccolsero riconoscimenti in eventi cinematografici in Argentina e a livello internazionale. Nel 2008 Preve collaborò con la catena televisiva National Geographic nella produzione del programma di televisione I quaderni segreti di Darwin, provvedendo servizi logistici e di produzione in Argentina, Uruguay, ed Ecuador. La serie fu trasmessa dal canale il 10 febbraio 2009. La sua collaborazione con la catena statunitense continuò, svolgendo diversi ruoli di produzione, logistica e ricerca nei documentari televisivi Sacrifici di Bambini Mummia (riguardo ai corpi mummificati di tre bambini degli Incas trovati nella regione di Salta), I Fantasmi di Machu Picchu (trasmesso dalla catena televisiva PBS), I Gemelli di Mengele (sugli esperimenti realizzati da Joseph Mengele), e Siamo Già Arrivati? Avventura Mondiale (serie televisiva trasmessa da National Geographic Kids in Brasile). Sacrifici di Bambini Mummia ottenne una nomina ai Premi Emmy nella categoria "Miglior Illuminazione e Scenografia".
Il 4 dicembre 2009 fu presentato nelle sale il suo primo lungometraggio di finzione, José Ignacio. Il film, co-prodotto fra l'Uruguay e l'Argentina, fu parte della selezione ufficiale del Festival Internazionale di Cinema di Punta del Este, e anche del Virginia Film Festival, Levante Film Festival e Festival Internazionale di Cinema di Strasburgo.

### Anni 2010
Nel 2011 Preve scrisse la sceneggiatura per la serie di televisione argentina sul medio ambiente Diario di una macchina solare e cominciò a lavorare alla sceneggiatura e regia della prima stagione della serie di finzione per la televisione uruguaiana Garzón, un adattamento moderno del Quijote di Cervantes che fu girata in un paesino in Uruguay. Un anno dopo riprese il tema della malattia del Chagas producendo e dirigendo uno speciale per la televisione Chagas: Un Assassino Silenzioso. Trasmesso dalla catena Al Jazeera nell'aprile 2013, questa produzione ebbe la partecipazione del conosciuto giocatore di calcio Lionel Messi, il quale dedicò alcuni commenti di appoggio al progetto attraverso un video che fu esibito ad un evento sulla malattia a Cochabamba, Bolivia.
Nel 2013 il cineasta si impegnò come regista e co-sceneggiatore della serie di televisione di genere poliziesco Il Francese, girata a Punta del Este, in Uruguay e trasmessa a fine del 2014 in quel paese. Anche nel 2014, produsse e fece la regia di una serie di video girati in Kenya per l'Iniziativa Medicine per Malattie Dimenticate. Un anno dopo scrisse, produsse, e fece la regia di un nuovo documentario, intitolato Le Ossa di Catherine, sul ritrovamento dei resti della prima donna gallese morta in Patagonia nel 1865. L'opera fu trasmessa dalla televisione pubblica argentina, registrando un'audience stimata di 160.000 spettatori. Le Ossa di Catherine ebbe una notevole carriera nel suo passo attraverso i festival internazionali, ottenendo premi e nomine in eventi come il Accolade Global Film Competition in California, i Premi Nuevas Miradas della televisione argentina e i concorsi inglesi Latitude Film Awards, London International Motion Picture Awards e North American International Film Festival, tra altri.

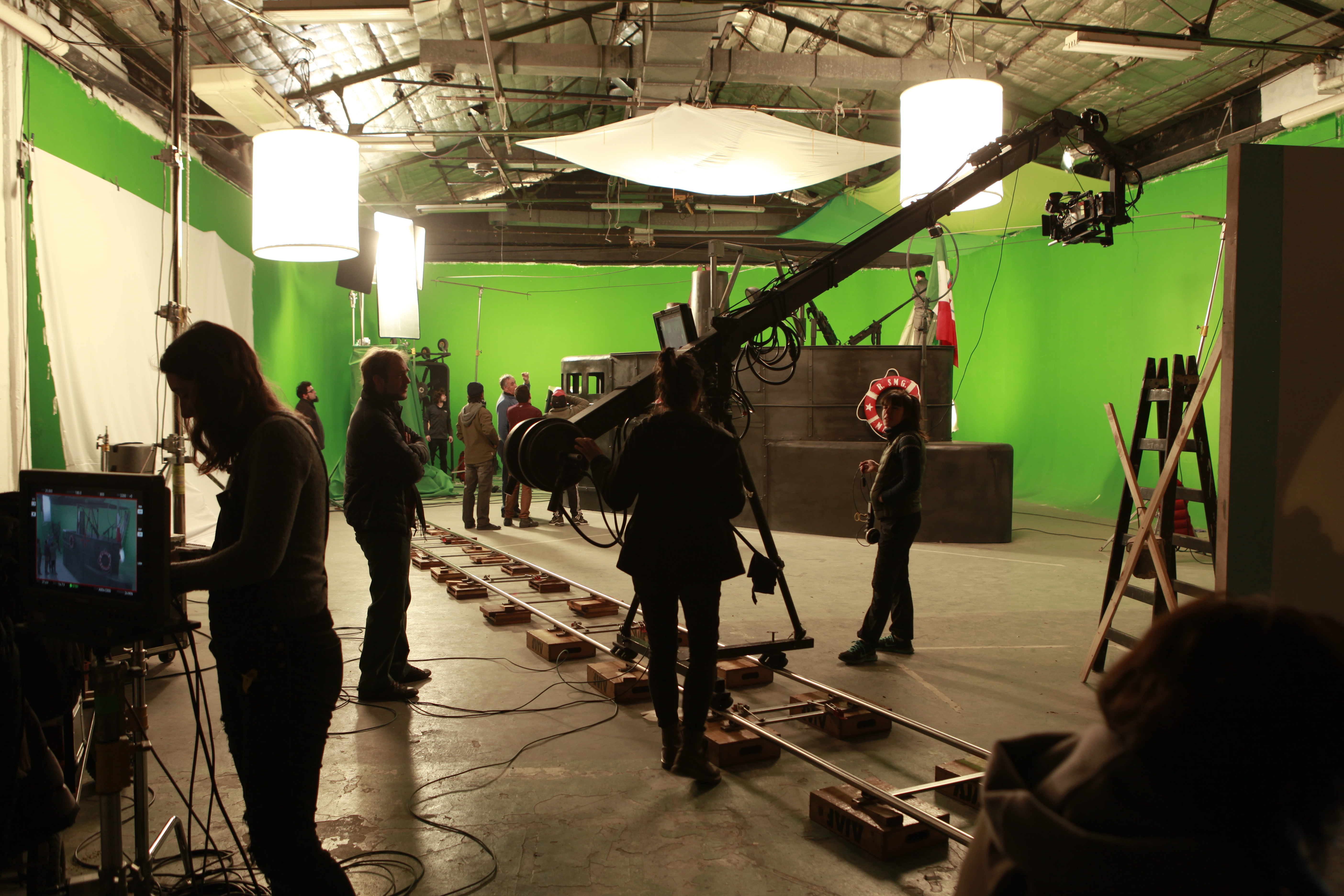
Nel 2019 esordì il film di Preve Tornando a casa, sul rimpatrio dei resti di un marinaio morto durante la Seconda guerra mondiale da un'isola deserta nel Mar Rosso sino al suo paese di origine. Nell'immagine si vede una ricostruzione del sommergibile Macallè usato nel film.

Nel 2016 Preve si impegnò in un nuovo progetto, il documentario Cercando Marie-Anne, sulla storia della ricerca dei resti di Marie-Anne Erize, modella franco-argentina che appartenne all'organizzazione guerrigliera Montoneros e sparì misteriosamente nel ottobre 1976. Dopo cinque anni di lavoro nel 2018 scrisse, produsse, e diresse un nuovo lungometraggio, Tornando a casa, in cui racconta la storia del rimpatrio dei resti di Carlo Acefalo, un marinaio italiano morto durante la Seconda guerra mondiale, da un'isola deserta nel Mar Rosso al suo paese natale. Nel 2018, 2019 e 2020 Tornando a casa ottenne molti riconoscimenti in eventi cinematografici in Uruguay, Regno Unito, Spagna e Stati Uniti. Il film esordì nei cinema di Argentina a luglio 2019, e fu trasmesso dalla Radiotelevisione Italiana Spa (RAI) a settembre di quell'anno, e nuovamente nel gennaio 2020.

### Anni 2020
Nel 2021, Preve ha prodotto e diretto Dal Sudan all'Argentina negli Stati Uniti, in Argentina e in Sudan. Il film documentario racconta la storia di uno storico ed egittologo argentino, il Dr. Abraham Rosenvasser, a capo di una missione archeologica franco-argentina, patrocinata dall'UNESCO tra il 1961 e il 1963. La missione prevedeva il salvataggio dei tesori del tempio di Aksha, nel nord del Sudan, prima che venissero distrutti dalle acque della diga di Assuan in Egitto, che fu costruita in quell'epoca. Il film ha partecipato a vari festival del cinema internazionali ed ha ricevuto numerosi premi e menzioni speciali. La distribuzione nei cinematografi in Buenos Aires, Argentina è avvenuta il 3 novembre, 2022.
Nel 2023, Preve ha ricevuto il Premio Fondatore Governatore Gerald L. Baliles durante il 36º Festival del cinema di Virginia, come riconoscimento "all'eccellenza della sua produzione cinematografica nello stato della Virginia". Nello stesso festival, Preve ha avuto la prima mondiale del suo lungometraggio documentario Sometime, Somewhere sulla comunità migrante latinoamericana nella Virginia. Il film guarda a chi sono le persone che, in alcuni casi, camminano attraversando continenti, e frontiere internazionali, cosa gli succede quando arrivano, e cosa gli aspetta nel futuro.
Un Grayling Non Muore Mai, è il prossimo progetto di Preve. Il film, nel quale lavorerà come sceneggiatore, produttore e regista, è basato sulla vita della bandito inglese Helen Greenhill in Patagonia a fine del secolo XIX e principi del secolo XX. La sceneggiatura di Un Grayling Non Muore Mai ottenne premi internazionali in concorsi svolti in Europa e gli Stati Uniti.

### Attivismo e filantropia
Preve è riconosciuto per il suo attivismo nella lotta contro il male di Chagas, per aver portato alla pubblica attenzione con il suo lavoro il flagello di questa malattia in coordinazione con l'Iniziativa Medicine per Malattie Dimenticate (DNDi).
Ha anche esordito come fotografo professionista nel 2010, donando una parte delle vendite della sua prima mostra di fotografie sulla dea africana Yemaja all'organizzazione Medici Senza Frontiere, per appoggiare le operazioni di soccorso dopo il catastrofico terremoto di Haiti. Più tardi le sue foto furono curate dall'UNESCO per una mostra intitolata Discendenti Africani, Orme ed Identità che fu esibita in eventi culturali in Brasile, Argentina, e Uruguay.

## Filmografia
Lungometraggi
- 2004 - Addio Cara Luna (Produttore associato)
- 2009 - Jose Ignacio (Sceneggiatore e regista)
- 2019 - Blues della civilizzazione (Attore)
- 2023 - Un Grayling non muore mai (Sceneggiatore, produttore e regista)

Cortometraggi
- 2006 - La noche antes (Sceneggiatore, produttore e regista)
- 2007 - La notte prima (Sceneggiatore, produttore e regista)

Documentari
- 2004 - Mondovino (Co-produttore)
- 2005 - Tango: un giro strano (Co-produttore)
- 2005 - Chagas: un male nascosto (Sceneggiatore, produttore e regista)
- 2005 - Summer Running: The Race to Cure Breast Cancer (Produttore esecutivo)
- 2005 - Esperanza Means Hope (Sceneggiatore, produttore e regista)
- 2008 - Sampoorna (Produttore)
- 2009 - I quaderni segreti di Darwin (Produttore)
- 2009 - Sacrifici di Bambini Mummia (Coproduttore)
- 2009 - I gemelli di Mengele (Produttore)
- 2010 - I fantasmi di Machu Picchu (Produttore e regista)
- 2013 - Chagas: un assassino silenzioso (Sceneggiatore, produttore e regista)
- 2015 - Le ossa di Catherine (Sceneggiatore, produttore e regista)
- 2016 - Cercando Marie-Anne (Sceneggiatore e regista)
- 2019 - Tornando a casa (Sceneggiatore, produttore e regista)
- 2022 - Dal Sudan all'Argentina (Sceneggiatore, produttore e regista)
- 2023 - Sometime, Somewhere (Sceneggiatore, produttore e regista)

Televisione
- 2011 - Siamo già arrivati? Avventura mondiale (Produttore)
- 2011 - Diario di una macchina solare (Sceneggiatore)
- 2012 - Garzon (Sceneggiatore e regista)
- 2014 - Il francese (Sceneggiatore e regista)
- 2014 - Reality di macchine (Produttore)

Video
- 2014 - Giornata mondiale di lotta contro l'AIDS (Produttore e regista)

## Premi e riconoscimenti
Per La noche antes
- 2007 - Festival del Cinema di Mar del Plata - selezione ufficiale "Work in Progress America Latina"

Per La notte prima
- 2008 - Festival di Cortometraggi di Chennai - miglior cortometraggio internazionale

Per Sacrifici di Bambini Mummia
- 2009 - Premi Emmy - Candidato per miglior illuminazione e scenografia[1]

Per Le ossa di Catherine
- 2015 - Accolade Global Film Competition, California - Premio al merito documentari
- 2016 - Premi Nuevas Miradas, Buenos Aires - Candidato per miglior musica originale e miglior produzione
- 2018 - Latitude Film Awards, Londra - Premio di bronzo - Miglior lungometraggio documentario
- 2019 - North European International Film Festival, Londra - Candidato per miglior storia e miglior film educativo e scientifico
- 2019 - London International Motion Picture Awards, Londra - Candidato per miglior lungometraggio documentario[20]

Per Tornando a casa
- 2018 - Festival di Cinema Latino di Punta del Este - Miglior documentario e premio alla carriera
- 2018 - Latitude Film Awards, Londra - Premio di bronzo - Miglior lungometraggio documentario e premio di bronzo miglior musica
- 2019 - Accolade Global Film Competition, California - Miglior lungometraggio documentario, fotografia, creatività e originalità, concetto e musica
- 2019 - Los Angeles Motion Picture Festival, California - Miglior regista di documentario e miglior documentario internazionale
- 2019 - South European International Film Festival, Valencia - Miglior film educativo e scientifico e candidato per miglior lungometraggio documentario, miglior fotografia in un documentario, migliori effetti speciali o disegno e miglior musica originale
- 2019 - London International Motion Picture Awards, Londra - Candidato per miglior lungometraggio documentario
- 2019 - Dumbo Film Festival, New York - Candidato per miglior lungometraggio documentario
- 2019 - Festival Internazionale di Cinema di Madrid - Candidato per miglior regista di lungometraggio documentario e miglior lungometraggio documentario
- 2020 - VI Sudan Independent Film Festival, Khartoum - Selezione ufficiale lungometraggio documentario
- 2020 - Impact Docs Awards, California - Premio al merito lungometraggio documentario
- 2020 - Puglia International Film Festival, Polignano a Mare - Miglior lungometraggio documentario[24]

Per Un Grayling non muore mai
- 2019 - CKF International Film Festival, Londra - Miglior sceneggiatura di lungometraggio di finzione
- 2019 - Prisma Screenwriting Awards, Roma - Selezione ufficiale – sceneggiatura originale lungometraggio di finzione
- 2019 - American Screenwriters Conference, Sacramento - Selezione ufficiale – sceneggiatura originale lungometraggio di finzione
- 2019 - South Europe International Film Festival, Valencia - Miglior sceneggiatura originale lungometraggio di finzione
- 2019 - The European Independent Film Awards, Londra - Miglior sceneggiatura originale lungometraggio di finzione[42]

Per Dal Sudan all'Argentina
- 2022 - Virginia Film Festival, Stati Uniti - Selezione Ufficiale
- 2022 - Festival LatinUy, Uruguay - Premio del pubblico al miglior film
- 2022 - International Arab-African Documentary Film Festival, Morocco - Premio miglior documentario
- 2022 - Fusion International Film Festival, Regno Unito - Miglior regista di lungometraggio documentario, Migliore fotografia in un documentario, Miglior lungometraggio documentario, Miglior musica originale, Miglior soggetto, Miglior film educativo e scientifico
- 2023 - Out of Africa International Film Festival, Kenia - Selezione ufficiale
- 2023 - International Hispanic Film Festival, Delaware, Stati Uniti - Miglior fotografia, Miglior montaggio di suono, Migliore sceneggiatura, Miglior soggetto
- 2023 - Ismailia International Film Festival for Documentaries and Short Films, Egitto - Selezione ufficiale

Per Sometime, Somewhere
- 2023 - Golden Gate International Film Festival - Candidato per il miglior fotografia, miglior film straniero[43]
- 2023 - Festival internazionale del cinema latino, uruguaiano e brasiliano LatinUY - Miglior documentario[44]
- 2023 - Virginia Film Festival - Premio Gov. Gerald L. Bailes Founders[32]
- 2023 - Festival dell'Accademia del Cinema di Antigua - Menzione d'onore per il miglior documentario internazionale[45]
- 2024 - Ibero-American Film Festival, Miami - Candidato per il miglior documentario[46]

## Onorificenze
Il 28 novembre 2024, con la risoluzione 806/24, la Legislatura della Città Autonoma di Buenos Aires, Argentina, lo ha dichiarato Personalità Culturale Eccezionale.